# Yavaraté
Yavaraté è un distretto dipartimentale della Colombia facente parte del dipartimento di Vaupés.